# Громійчук Пелагея Тимофіївна
Пелагея Тимофіївна Громійчук (нар. 10 листопада 1916, село Клинове, тепер Голованівського району Кіровоградської області — 1990, там же) — українська радянська діячка, новатор сільськогосподарського виробництва, ланкова колгоспу імені ХХ з'їзду КПРС Голованівського району Кіровоградської області. Герой Соціалістичної Праці (26.02.1958). Депутат Верховної Ради УРСР 4—8-го скликань.

## Біографія
Народилася 28 жовтня (10 листопада) 1916 року в бідній багатодітній селянській родині Тимофія та Ганни Козієнків. З 1929 року почала працювати на різних роботах в колгоспі імені Ворошилова села Клинове.
З 1939 року працювала ланковою в колгоспі імені Маленкова (з 1957 року — імені ХХ з'їзду КПРС) села Клинове Голованівського району Кіровоградської області. Брала участь в русі п'ятисотенниць.
Член КПРС з 1956 року.
Очолювана Громійчук ланка щороку вирощувала високі врожаї цукрових буряків (по 400-700 центнерів із гектара). Понад 40 років пропрацювала ланковою у колгоспі рідного села.
Потім — на пенсії у селі Клинове Голованівського району Кіровоградської області.

## Родина
Вдова. Чоловік помер невдовзі після одруження. Був син Андрій, який закінчив морехідне училище.

## Нагороди
- Герой Соціалістичної Праці, медаль № 8027 (26.02.1958)
- три ордени Леніна (29.09.1954 (орден № 276043), 26.02.1958, 31.12.1965 (орден № 338361))
- орден Жовтневої Революції
- медалі